# Marie-Caroline de Bourbon-Siciles (1798-1870)
Pour les articles homonymes, voir Marie-Caroline de Bourbon-Siciles et Duchesse de Berry.
Signature
Marie Caroline Ferdinande Louise de Bourbon, princesse des Deux-Siciles, née le 5 novembre 1798 à Caserte et morte le 16 avril 1870 à Brünnsee, plus connue sous son titre de duchesse de Berry, est l'épouse de Charles-Ferdinand d'Artois, duc de Berry, second fils du roi de France Charles X, assassiné en 1820, et la mère du comte de Chambord Henri d'Artois, prétendant légitimiste au trône de France sous le nom de « Henri V ».
Au nom de son fils, elle tenta en vain de prendre le pouvoir en France en 1832 en qualité de « régente ». Elle est à l'origine des dernières insurrections vendéennes et chouannes qui secouent l'ouest de la France en mai et juin 1832.

## Biographie

### Famille

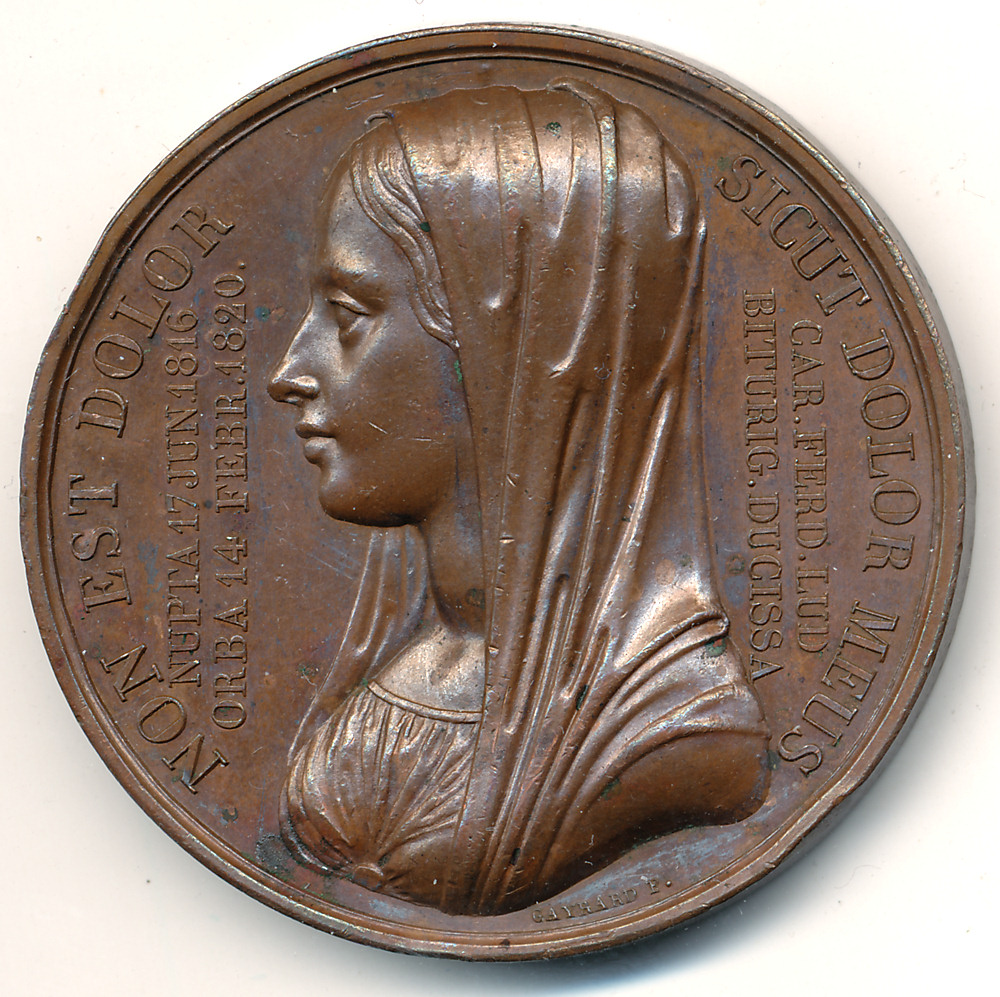
La duchesse de Berry, médaille bronze 41 mm, signée Gayrard, 1820.

Marie-Caroline de Naples est née au palais royal de Caserte dans le royaume de Naples le 5 novembre 1798, d'une branche cadette de la maison de Bourbon. Petite-fille du roi Ferdinand Ier des Deux-Siciles et de la reine née Marie-Caroline d'Autriche, elle est la fille aînée du prince héritier et duc de Calabre François Ier des Deux-Siciles et de l'archiduchesse Marie-Clémentine d'Autriche, fille de l'empereur du Saint-Empire Léopold II et de l'infante Marie-Louise d'Espagne.
À son baptême, elle reçoit les prénoms de ses grands-parents paternels et de sa grand-mère maternelle Marie Caroline Ferdinande Louise. La reine Marie-Caroline, grand-mère de la princesse, est la sœur de la défunte reine de France Marie-Antoinette. Elle voue une haine tenace à la Révolution française.

### Enfance entre Naples et la Sicile
L'année même de la naissance de la princesse, le royaume de Naples et de Sicile rejoint la Deuxième Coalition. L'armée française commandée par le général Jean-Étienne Championnet, envahit le royaume et instaure une République parthénopéenne le 21 janvier 1799. La famille royale fuit sur un bâtiment britannique commandé par l'amiral Horatio Nelson et se réfugie à Palerme. La famille royale retrouve Naples le 31 janvier 1801. La princesse perd sa mère en 1801. Le duc de Calabre, qui n'a pas de fils, se remarie l'année suivante avec l'infante Marie-Isabelle d'Espagne pour assurer la succession au trône.
Vaincue à nouveau par les troupes françaises du général André Masséna, la famille royale quitte Naples pour la Sicile en 1806 tandis que l'empereur des Français confie le royaume de Naples à son frère Joseph Bonaparte puis à son beau-frère Joachim Murat.
La princesse reçoit une éducation assez libre, bercée par les chansons populaires en patois italien, et pratique notamment la peinture. Tandis que sa tante Marie-Amélie de Bourbon-Siciles épouse en 1809 le duc d'Orléans Louis-Philippe Ier en exil, l'archiduchesse Marie-Louise d'Autriche, double cousine de la princesse, épouse en 1810 Napoléon Ier au grand dam de leur grand-mère, la reine Marie-Caroline (qui meurt en Autriche en 1814).

### Mariage avec l'héritier putatif du trône de France et descendance

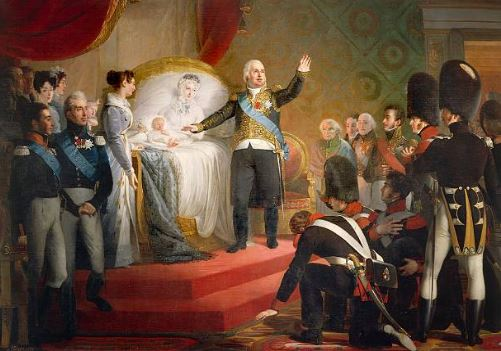
La naissance du duc de Bordeaux, par Claude-Marie Dubufe, en 1820.

La chute de l'Empire français permet à la maison de Bourbon de retrouver le trône de France ; l'ex-comte de Provence, frère de Louis XVI, devient roi sous le nom de Louis XVIII après vingt-cinq années d'exil. Le roi Ferdinand retrouve également son trône napolitain malgré la résistance et les intrigues de Joachim Murat qui finit fusillé en 1815.
Le roi de France, veuf, n'a pas d'enfant et répugne à se remarier à 60 ans. Son frère et héritier a deux fils mais aucun n'a d'enfant. Le plus jeune, Charles-Ferdinand d'Artois, duc de Berry, est toutefois libre (il a eu de nombreuses maîtresses et la rumeur prétend qu'il a épousé en exil une jeune Anglaise dont il a deux filles mais celle-ci n'étant pas de sang royal, le mariage aurait été annulé). Le roi porte son choix sur ce neveu pour lui donner des successeurs au trône et choisit au sein de la famille royale de Naples, branche cadette de la maison de Bourbon, l'aînée des petites-filles du roi, Marie-Caroline, âgée alors de 18 ans.
La princesse Marie-Caroline vient ainsi en France en mai 1816 pour épouser Charles-Ferdinand d'Artois, duc de Berry, second fils du comte d'Artois, futur Charles X et frère du roi Louis XVIII (sans descendance). Leur mariage par procuration après des négociations menées par l'ambassadeur Pierre Louis Jean Casimir de Blacas d'Aulps a lieu à Naples le 14 avril 1816. Elle débarque à Marseille le 30 mai 1816 puis, après une quarantaine au Lazaret d'Arenc en prévention de la peste, traverse la France.
La première rencontre avec son futur époux a lieu au château de Fontainebleau le 15 juin 1816 et le mariage a lieu deux jours plus tard, le 17 juin 1816 : le mariage civil est célébré au palais des Tuileries et le mariage religieux dans la cathédrale Notre-Dame de Paris. Toute la famille royale est réunie pour l'occasion autour du roi Louis XVIII et du futur roi Charles X.
Bien que son époux, officiellement célibataire (mais qui a deux filles avec Amy Brown, Charlotte de Bourbon et Louise de Bourbon), ait vingt ans de plus qu'elle et qu'il s'agisse d'un mariage arrangé, ils semblent avoir formé un couple assez uni, comme l'attestent la tendresse transparaissant dans leurs échanges épistolaires. Le palais de l'Élysée a été aménagé pour eux.
Le duc et la duchesse de Berry ont eu quatre enfants, dont deux seulement survécurent au-delà des premiers jours :
- Louise Élisabeth d'Artois[5], née à Paris le 13 juillet 1817, morte le lendemain, inhumée à Saint-Denis ;
- Louis d'Artois, né et mort à Paris le 13 septembre 1818, inhumé à Saint-Denis ;
- Louise Marie Thérèse d'Artois, leur 3e enfant, née à Paris le 21 septembre 1819, fut appelée Mademoiselle et titrée comtesse de Rosny en 1830 ; le 10 novembre 1845 elle épousa à Frohsdorf (Autriche) le futur duc de Parme et de Plaisance Charles III de Bourbon-Parme, dont elle eut quatre enfants. Après l'assassinat de son époux le 27 mars 1854 et une période de régence, elle fut chassée du duché en 1859 par une insurrection et mourut à Venise le 1er février 1864 ;

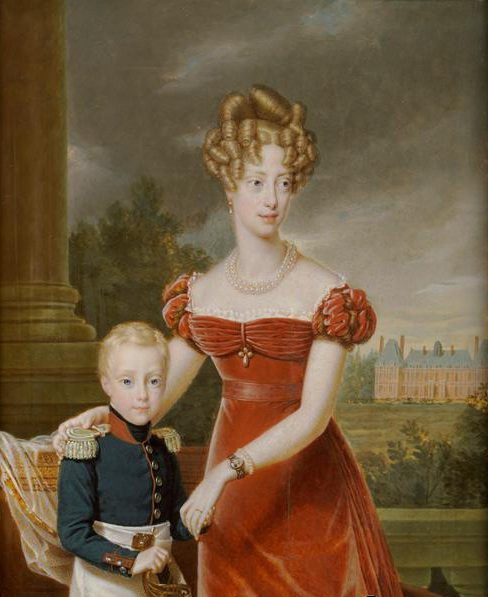
La duchesse de Berry et son fils, Henri d'Artois, duc de Bordeaux - François Gérard.

- La duchesse de Berry et son fils, Henri d'Artois, duc de Bordeaux - François Gérard.Henri d'Artois (palais des Tuileries (Paris, 29 septembre 1820 – château de Frohsdorf, 24 août 1883), duc de Bordeaux, « comte de Chambord », il fut surnommé « l'enfant du miracle » car il naquit après la mort de son père, le duc de Berry Charles-Ferdinand d'Artois, assassiné le 13 février 1820, par Louis Pierre Louvel d'un coup de couteau alors qu'il raccompagnait son épouse à sa voiture devant l'Académie royale de musique à Paris. Il mourut sans postérité de son mariage, en 1846, avec l'archiduchesse Marie-Thérèse d'Autriche Este (1817-1886)[6].

### À la cour de roi Charles X

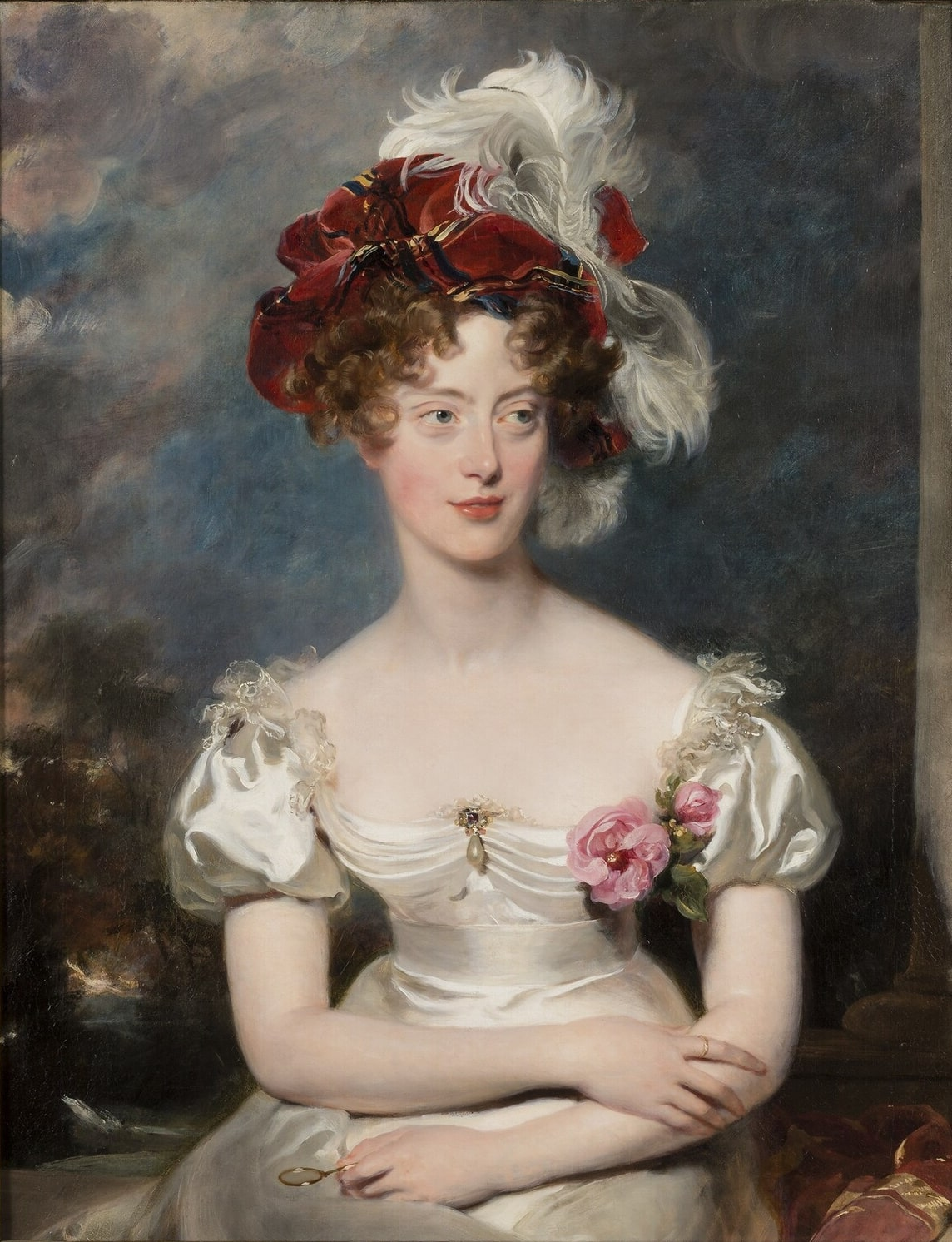
La Duchesse de Berry en 1825, Thomas Lawrence, château de Versailles.

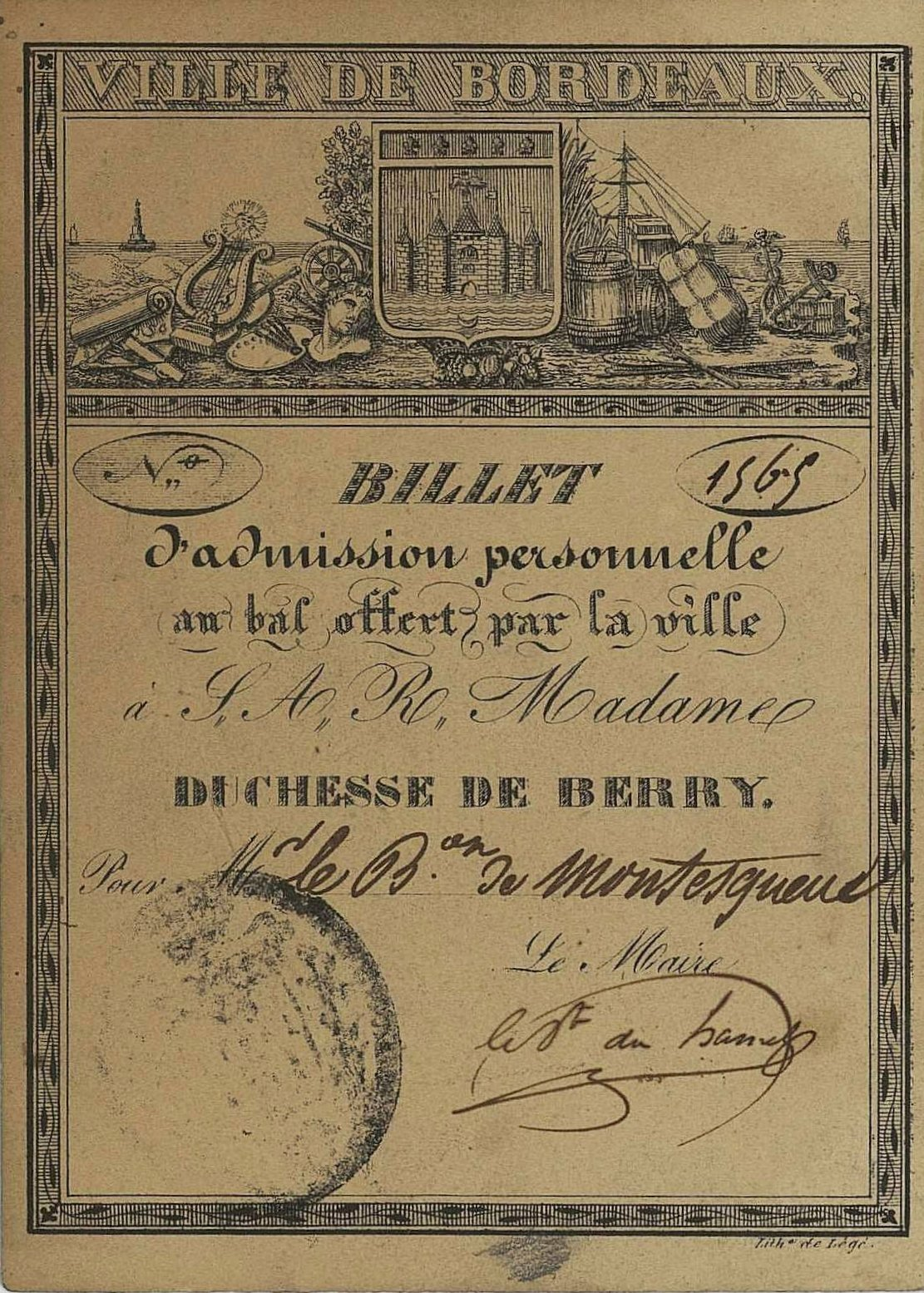
Bordeaux - Carton d'invitation de juillet 1828.

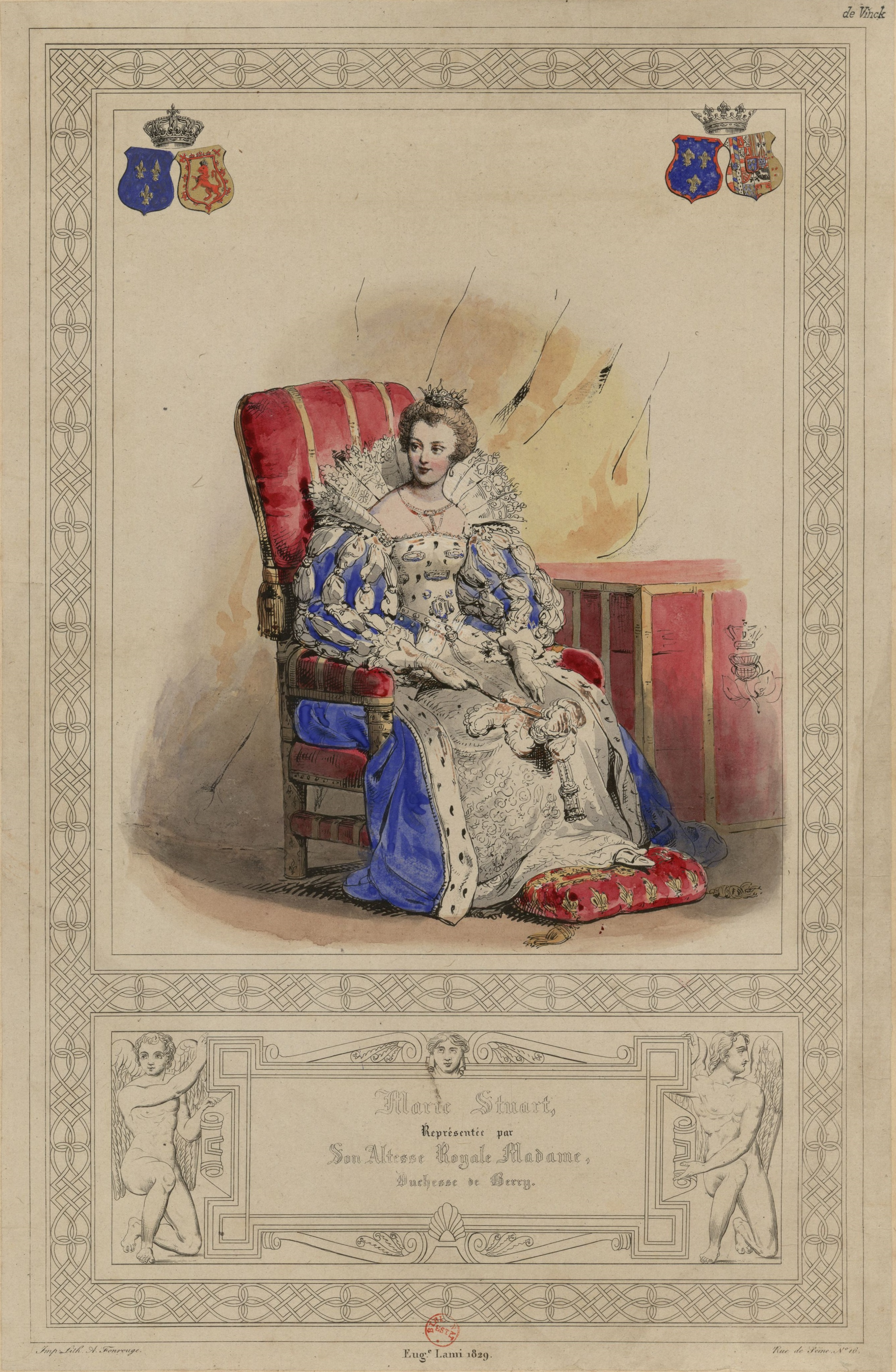
La duchesse de Berry en 1829, déguisée en Marie Stuart.

Après l'assassinat de son époux, la duchesse de Berry s'installe aux palais des Tuileries. Elle a un tempérament assez opposé à celui de sa belle-sœur et cousine de vingt ans son aînée, l'austère duchesse d'Angoulême Marie-Thérèse de France, marquée par les années de la Terreur : elle est peu attachée à l'étiquette, aime recevoir et est très sensible à la mode.
La personnalité forte et attachante de la princesse donne de l'éclat à la Cour des Tuileries dans les années 1820. Elle séduit par sa vivacité napolitaine, son esprit vif et curieux, son ouverture aux nouveautés. Amatrice de voyages et d'expériences nouvelles, elle aime sortir assez souvent de la capitale. Elle joue un rôle non négligeable dans le lancement en France de la mode venue d'Angleterre des bains de mer, en particulier à Boulogne-sur-Mer et Dieppe, première cité balnéaire de France, vers 1820. Elle pratique volontiers ce loisir à la belle saison et le popularise auprès de la cour royale et de la bourgeoisie française. Elle apprécie également les promenades en mer et possède un bateau destiné à cet effet, Le Furet, peint par le peintre Ambroise Louis Garneray en 1827 et exposé au Château de Dieppe. À l'occasion, elle en profite pour visiter d'autres villes, comme Le Havre en juillet 1824. C'est elle également qui inaugure une section du canal de la Somme.
Du 14 au 18 juillet 1828, elle séjourne à Bordeaux afin de « ranimer les fidélités à la Couronne » des habitants de la première ville à s'être ralliée à Louis XVIII en 1814.
Elle s'intéresse aux arts et découvre un tableau du peintre Paul Huet Une chaumière, présenté à la galerie Henri Gaugain et l'achète.
Son passage au château d'Effiat (Puy-de-Dôme) est marqué par une pierre qui se voit encore sur la grande place de ce bourg auvergnat situé non loin du domaine de Randan, propriété de la princesse Adélaïde d'Orléans, sœur aînée de Louis-Philippe Ier.

### Au cœur du complot de 1832

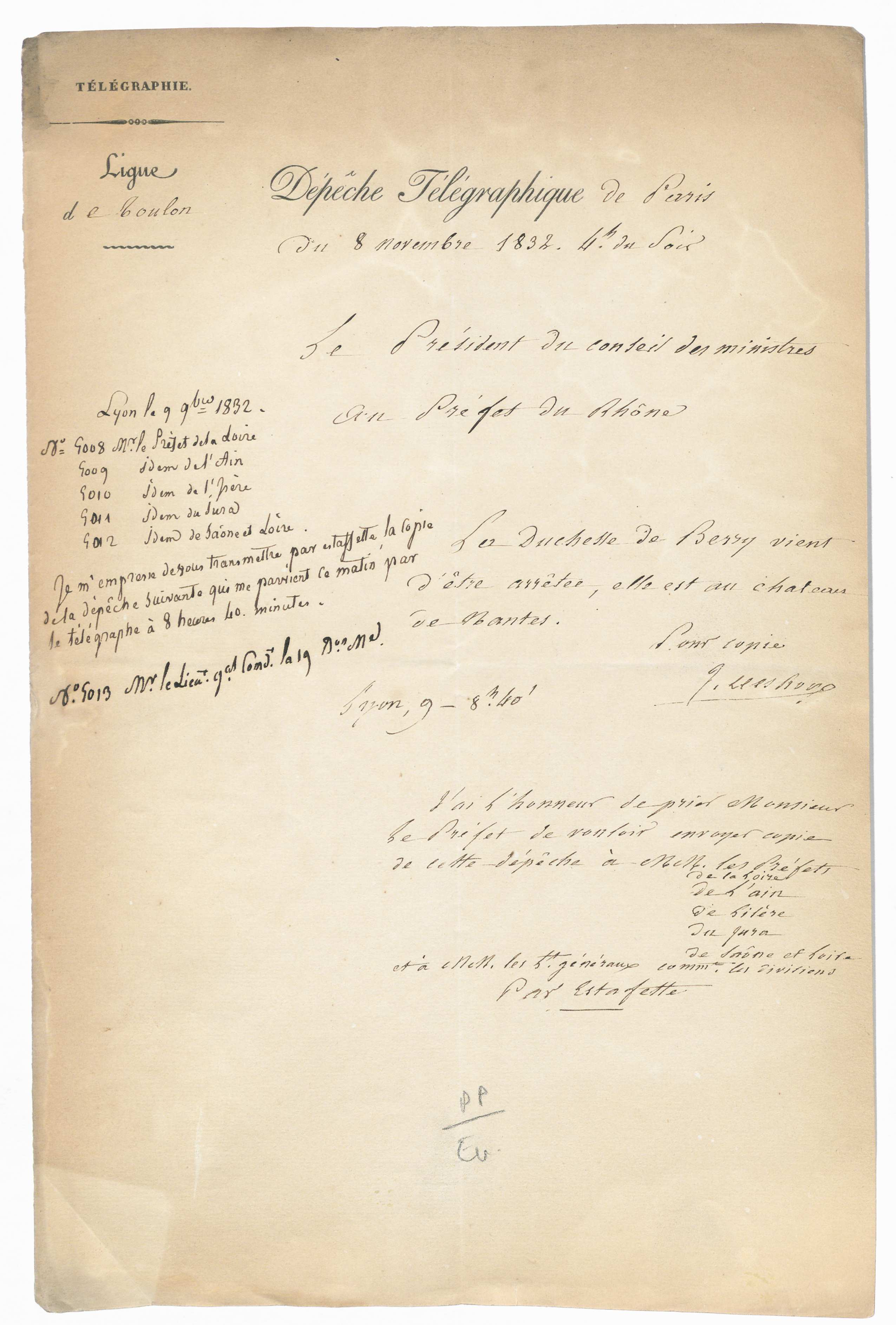
Dépêche télégraphique annonçant l'arrestation de la duchesse de Berry.

À la suite des Trois Glorieuses en 1830, elle suit Charles X et la cour en exil en Angleterre, vit à Bath en Angleterre et au palais de Holyrood en Écosse.
Elle cherche à se faire proclamer régente pour son fils, sous le nom d'« Henri V ». En 1831, elle s'entoure de légitimistes déterminés, comme Ferdinand de Bertier de Sauvigny, Louis Auguste Victor de Ghaisne de Bourmont, Florian de Kergorlay, le duc d'Almazan Emmanuel Louis Marie Guignard de Saint-Priest, Gaspard de Clermont Tonnerre, ou le duc de Blacas, Pierre Louis Jean Casimir de Blacas d'Aulps, qui définissent avec elle un programme politique dans l'optique d'une restauration de la branche aînée, l'édit de réforme du royaume. La réforme prévoit l'élection par les contribuables de conseils municipaux, qui éliraient des conseils cantonaux. Chaque canton désignerait un conseiller général dont l'Assemblée serait chargée d'administrer les départements. Ces derniers seraient rassemblés en 18 provinces, dont les assemblées (états provinciaux) siégeraient 30 jours par an. À l'échelon national, l'édit prévoit deux chambres : une chambre des pairs héréditaires et une Chambre des députés nommés par les provinces,. Dans ce programme, tout contribuable est électeur, tout électeur est éligible ; selon Bertier : « Les idées les plus larges, les plus libérales, les plus favorables au peuple et en même temps les plus conformes à la gloire et à la grandeur de la France en faisaient la base. »
L'ancien roi Charles X manifeste des réserves à l'égard des entreprises de la princesse et son représentant, le duc de Blacas, est écarté de la conjuration. À l'été 1831, la duchesse se rend en Italie ; en correspondance permanente avec les légitimistes, elle prépare un double soulèvement qui doit avoir lieu à Marseille et en Vendée. En Italie, elle séjourne tout d'abord à Gênes, où elle reçoit, à titre privé seulement, le soutien du roi de Sardaigne, Charles-Albert ; à Naples chez son frère, le roi Ferdinand II des deux Siciles, à Rome, où le pape évite prudemment de lui manifester son soutien en public.
À partir d'août 1831, elle reçoit l'hospitalité au palais ducal (it) de Massa et le soutien du duc François IV de Modène, le seul souverain dans la région qui a refusé de reconnaître la monarchie de Juillet.
Le 14 décembre 1831, elle se remarie secrètement à Rome avec le comte Hector Lucchesi-Palli, chambellan du roi des Deux-Siciles, qui l'assiste dans ses entreprises.
En janvier 1832, elle met en place un Comité de La Haye chargé d'établir le lien avec le roi Guillaume Ier des Pays-Bas, opposé à la politique belge de Louis-Phillipe Ier.
Le 26 avril 1832, elle embarque avec plusieurs partisans sur un bateau à vapeur acheté pour la circonstance, le Carlo Alberto et débarque à côté de Marseille dans la nuit du 28 au 29 avril. Mais au lieu de deux mille fidèles annoncés, elle ne parvient à mobiliser que soixante hommes. Échouant ainsi à prendre le contrôle de la mairie de Marseille, elle décide de partir directement pour la Vendée. En Vendée, elle tente de rallier la population à sa cause et de susciter une insurrection. La mobilisation locale est assez faible, et l'opération échoue rapidement.
Après une cavale de six mois, la duchesse trouve refuge dans la maison de Mlles Duguigny à Nantes, sise au no 3 de la « rue Haute-du-Château » (actuelle rue Mathelin-Rodier) située face au château des ducs de Bretagne, mais elle est trahie et dénoncée par Simon Deutz.
Après s'être cachée toute une nuit avec ses partisans dans un réduit situé derrière une cheminée alors que sa maison était cernée par la gendarmerie qui ne la trouvait pas, elle dut sortir de l'âtre lorsqu'un feu y fut allumé par des gendarmes en faction. Se rendant au général Paul Ferdinand Stanislas Dermoncourt, garant de sa sauvegarde, elle est mise aux arrêts le 7 novembre 1832 par la gendarmerie, dirigée par Adolphe Thiers qui, depuis le 11 octobre, venait de remplacer Camille de Montalivet au ministère de l'Intérieur,.
Détenue dans la citadelle de Blaye et soumise à la surveillance la plus rigoureuse, elle y accouche d'une fille prénommée Anne Marie Rosalie, le 10 mai 1833 devant des témoins désignés par le maréchal Thomas Robert Bugeaud à la demande de Louis-Philippe, dont les médecins Louis-Charles Deneux (accoucheur), Antoine Dubois et Prosper Menière, dont les souvenirs de la captivité de la duchesse de Berry à Blaye ont été publiés .
À la demande de la duchesse incarcérée, Châteaubriand se rend à Prague en mai 1833 pour annoncer de sa part à Charles X son remariage et plaider sa cause au moyen de lettres à lui confiées. Admiratif du courage de la duchesse et en même temps, lucide sur sa témérité, Châteaubriand quitte Paris dès le 14 mai 1833 et, après plusieurs péripéties, arrive le 24 mai à Prague. Durant son séjour à Prague, puis à Carlsbad, jusqu'au 31 mai, il rencontre, plusieurs fois, Charles X, le dauphin, la dauphine, et remplit sa mission.
« Ô madame la duchesse de Berry, que puis-je pour vous, moi faible créature déjà à moitié brisée ? Mais comment refuser quelque chose à ces paroles : "Renfermée dans les murs de Blaye, je trouve une consolation à avoir un interprète tel monsieur de Châteaubriand ; il peut à jamais compter sur mon attachement." Oui, je partirai pour la dernière et la plus glorieuse de mes ambassades ; j'irai de la part de la prisonnière de Blaye trouver la prisonnière du Temple ; j'irai négocier un nouveau pacte de famille, porter les embrassements d'une mère captive à des enfants exilés et présenter les lettres par lesquelles le courage et le malheur m'accréditent auprès de l'innocence et de la vertu » - Châteaubriand - Mémoires d'outre-tombe, livre trente-septième.
La princesse déclare à l'accouchement qu'elle avait épousé secrètement, en 1831 Hector Lucchesi-Palli (1808–1864), futur duc della Grazia, et qu'il était le père légitime de cet « enfant de Blaye » mais des interrogations subsistent sur la paternité de cet enfant. Le régime orléaniste suggère d'autres liaisons moins honorables pour la salir aux yeux de l'opinion. Chateaubriand continue à la défendre.

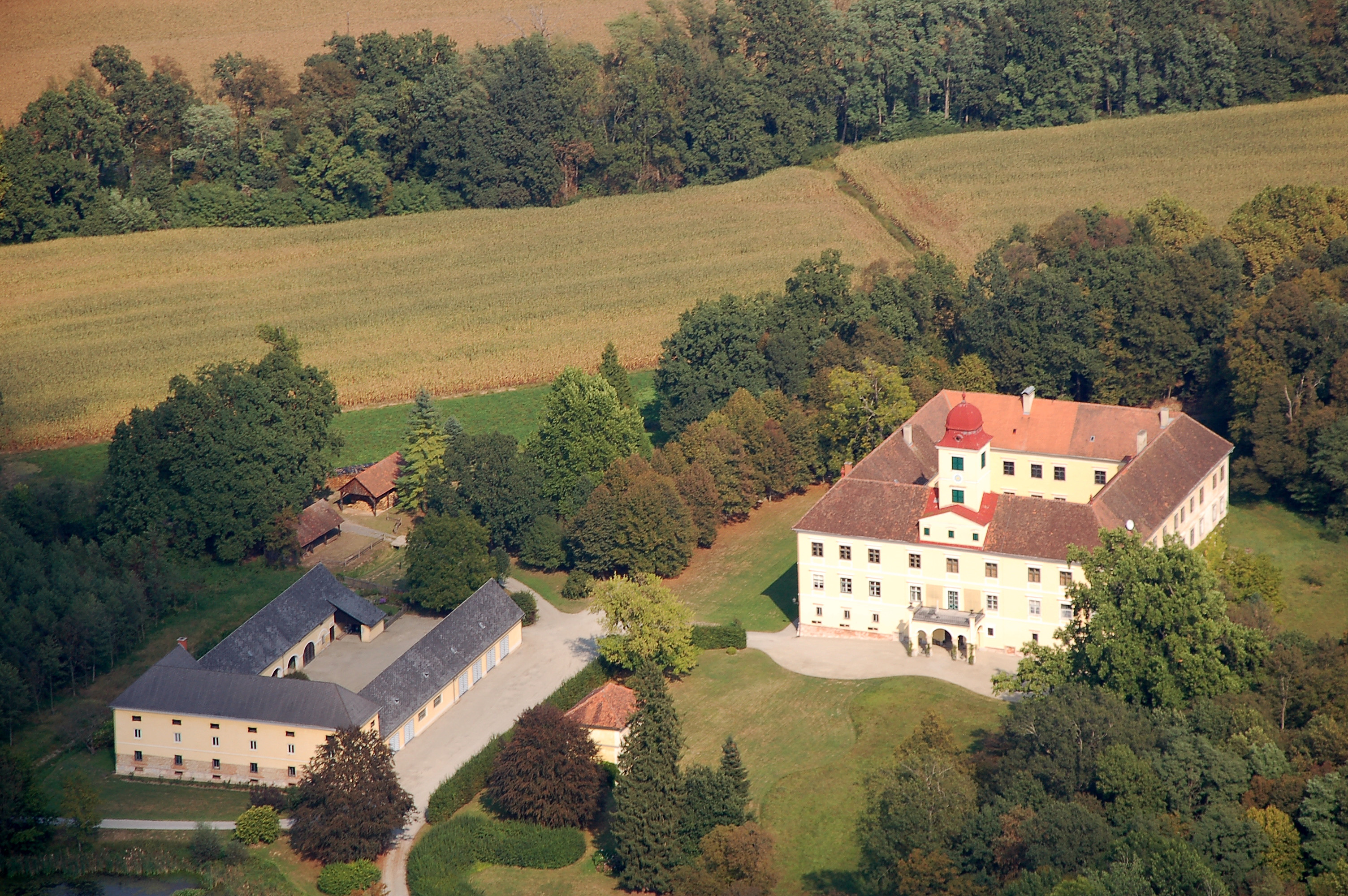
Château de Brunnsee, à Eichfeld, rattaché à Mureck (Autriche).

Après quelques mois passés au fort de Blaye, la duchesse est libérée le 8 juin 1833 et expulsée, embarque sur un bateau, jusqu'à Palerme ; elle perd sa qualité de régente éventuelle, Charles X souhaitant garder la main sur l'éducation de son fils, Henri d'Artois, confiée à sa belle-sœur, la dauphine Marie-Thérèse de France.
La petite Rosalie est placée en nourrice en Italie, à Livourne, où elle meurt le 19 août 1833 et est inhumée dans le caveau des Lucchesi-Palli, à Naples.
Le 29 septembre 1833, Châteaubriand représente la duchesse à l'anniversaire de la majorité dynastique du duc de Bordeaux, pour ses treize ans, fêté au château de Bustehrad, en Bohême.                                                     
La duchesse eut ensuite de son nouvel époux trois autres filles et un garçon. Sa descendance directe compta ainsi six enfants - sur dix qu'elle mit au monde - : deux du duc de Berry et quatre d'Hector Lucchesi-Palli.
Elle séjourne alors principalement en Autriche, à Graz, en Styrie, puis à cinquante kilomètres de là, au château de Brunnsee, qu'elle achète en 1837, également en Styrie.

### Descendance du mariage avecHector Lucchesi-Palli, duc della Grazia, des princes de Campofranco
- Rosalie Lucchesi-Palli (citadelle de Blaye, 10 mai 1833 - Livourne, 19 août 1833) ;
- Clementina Lucchesi-Palli (Graz, 19 novembre 1835 - Vicence, 19 mars 1925), mariée à Brunnsee le 30 octobre 1856 avec le comte Camillo dal Verne degli Obbizi (1830-1896), dont postérité ;

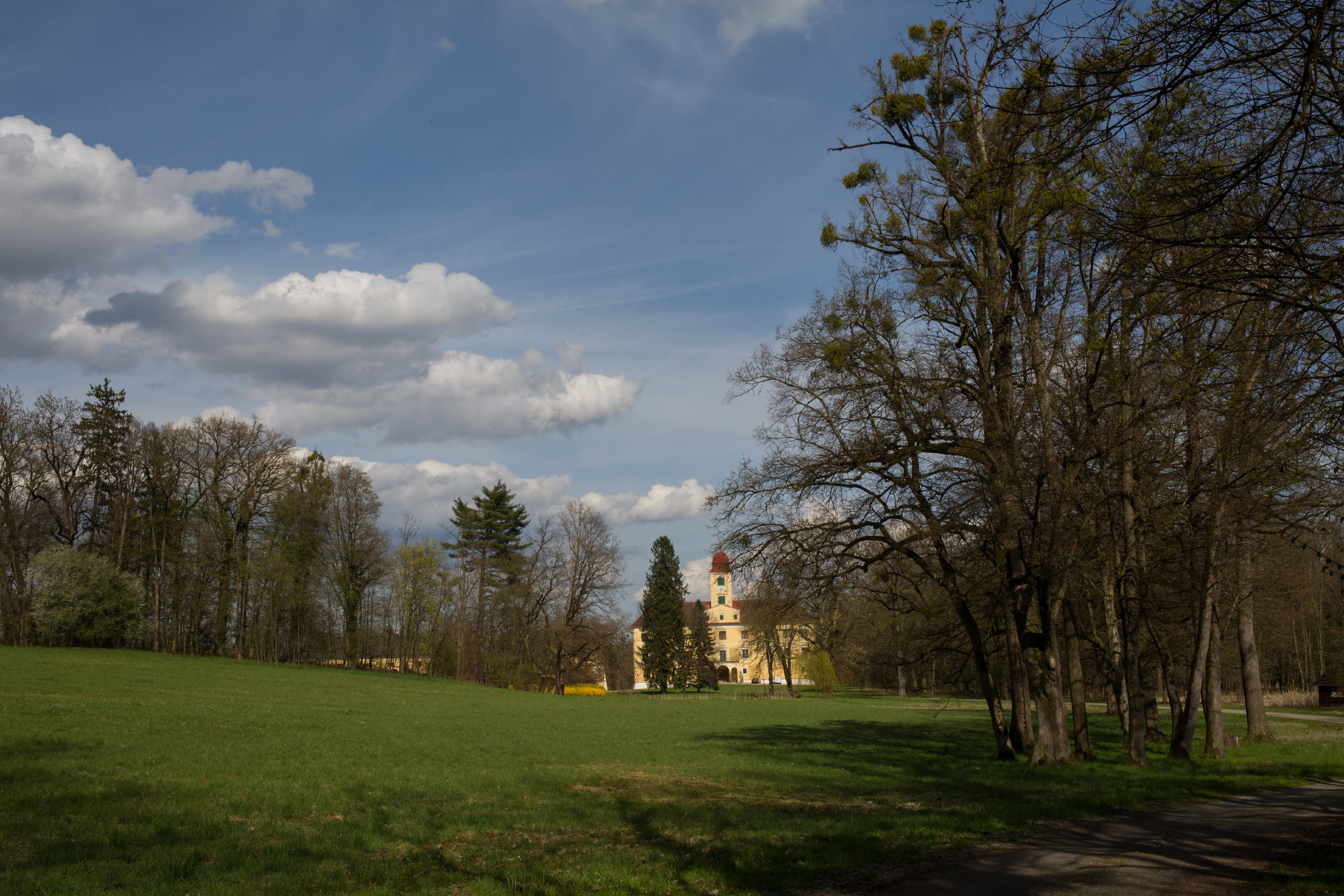
Château de Brunnsee, à Eichfeld, rattaché à Mureck (Autriche).

- Château de Brunnsee, à Eichfeld, rattaché à Mureck (Autriche).Francesca Lucchesi-Palli (Graz, 12 octobre 1836 - Rome, 10 mai 1923), mariée à Brunnsee le 21 juin 1860 avec le prince Charles-Albert Massimo (1836-1921), dont postérité ;
- Isabella Lucchesi-Palli (château de Brunnsee, 18 mars 1838 - Mantoue, 1er avril 1873), mariée à Mantoue le 25 octobre 1856 avec le marquis Maximilien Cavriani '1833-1863), puis toujours dans la même ville le 4 novembre 1865 avec le comte Giovanni-Battista de Conti (1838-1903), dont postérité des deux mariages ;
- comte Adolphe Lucchesi-Palli, duc della Grazia (Graz, 10 mars 1840 - château de Brunnsee, 4 février 1911), vice-consul à l'Ambassade d'Italie à Paris, il fut l'un des membres fondateurs du Comité international olympique en 1894, marié à Brunnsee le 7 octobre 1860 avec Lucrèce Ruffo, des princes de Saint-Antimo (1841-1931), dont postérité, qui conserve le château de Brunnsee : dont Pietro Lucchesi-Pallii, marié en 1906 avec sa cousine, la princesse Béatrice de Bourbon-Parme, descendante du premier mariage de la duchesse de Berry[28].

### La fin
« La grande maison de Brunnsee, désertée, évoque une grève à marée basse. La vie s'est retirée, comme la mer, de ces pièces à demi démeublées où subsistent encore quelques épaves, vestiges d'un bonheur évanoui. Une très vieille femme, épaissie, affaissée, se tient devant la fenêtre, feuilletant tout le jour un album de photographies (où) presque aveugle, elle s'évertue à reconnaître les traits des visages qu'elle a connus. »

— Laure Hillerin

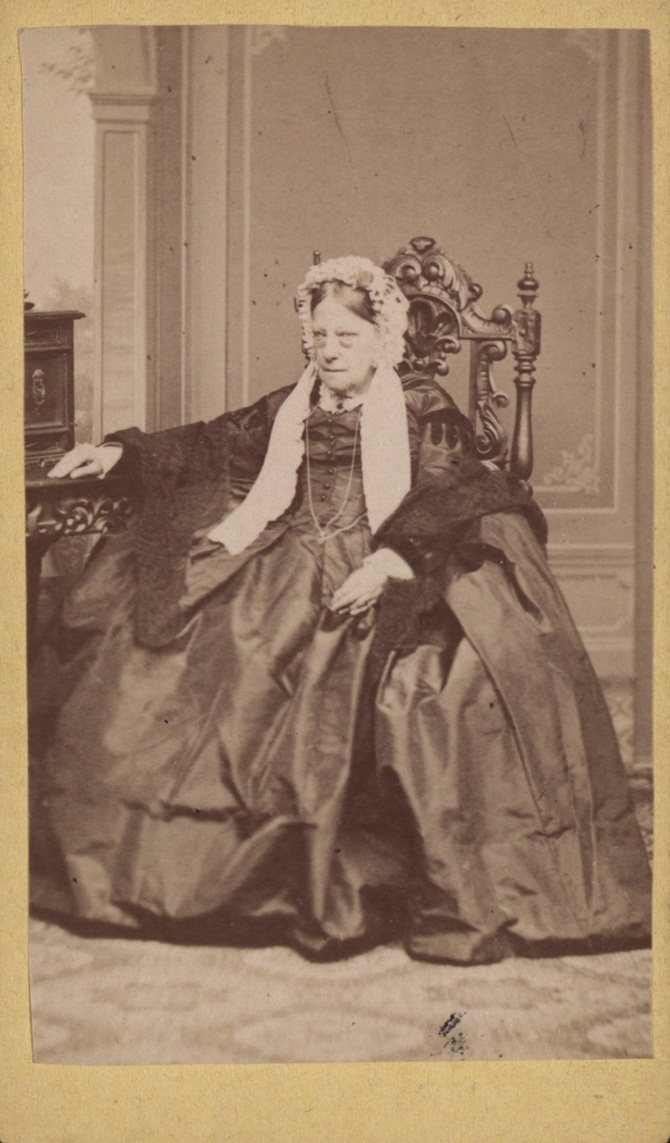
Marie-Caroline en 1870, à l'âge de 72 ans.

Ayant perdu à deux mois d'intervalle, début 1864, sa fille, duchesse de Parme Louise d'Artois, et son second époux Hector Lucchesi-Palli, qui l'avait ruinée — six millions de francs de dettes — elle s'installe en Autriche, où elle vit ses dernières années entre le château de Brunnsee et Venise. Elle y avait acheté le palais Vendramin Ca' Vendramin Calergi, que son fils Henri d'Artois lui fit vendre en échange de son aide financière. Elle meurt aveugle le 16 avril 1870 au château de Brunnsee à Eichfeld, localité aujourd'hui rattachée à la ville de Mureck, et elle est inhumée au cimetière de Mureck dans une chapelle familiale qui existe toujours aujourd'hui.

## La duchesse de Berry et les arts

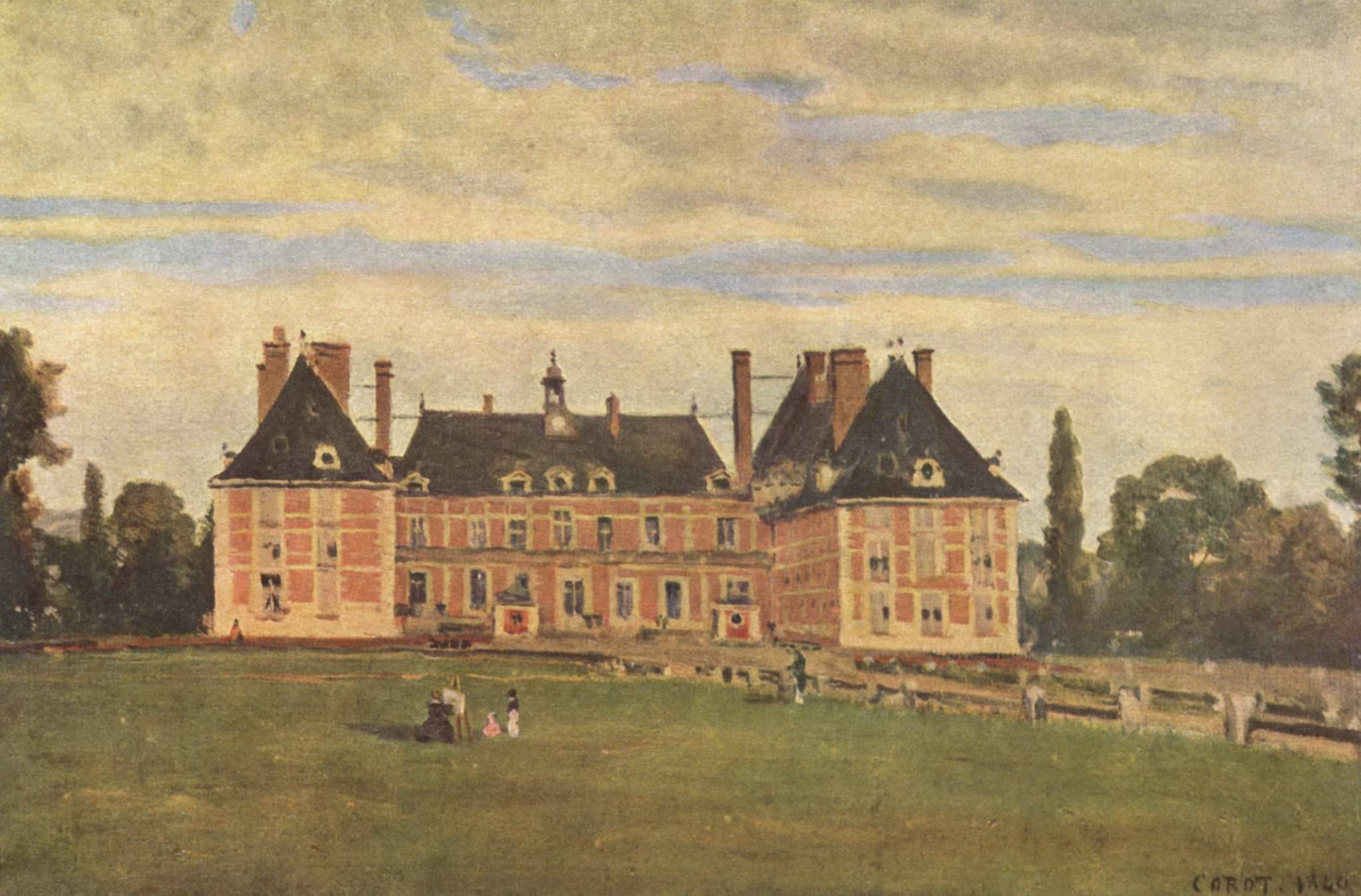
Rosny (Yvelines), Le château de la duchesse de Berry, Jean-Baptiste Camille Corot, 1840, musée du Louvre, Paris.

La duchesse s'intéressa à de nombreux domaines artistiques. Comme son époux, qui présidait la Société des Amis de l'Art, la princesse fut une grande mécène, encourageant par ses multiples achats dans les Salons de nombreux peintres et favorisant la production artistique et littéraire d'un grand nombre de musiciens et d'hommes de lettres.
Elle apporta également un parrainage actif à de nombreuses manufactures ainsi qu'à beaucoup de maisons de commerce ou ateliers d'artisanat, souhaitant ainsi favoriser l'essor économique du pays.
Mais son extrême générosité - elle fut surnommée « la bonne duchesse » - est moins connue; elle se manifesta par le soutien très actif qu'elle apporta tout au long de sa vie, même en exil, à de multiples organisations et associations aussi bien qu'aux victimes de catastrophes naturelles, nécessiteux ou anciens serviteurs de la monarchie.

### Musique
Elle fut le mécène de plusieurs musiciens, comme Gioachino Rossini, François-Adrien Boieldieu qui lui dédia son opéra La Dame blanche. De nombreux compositeurs de l'époque lui dédièrent également des œuvres.

### Bibliophilie
Dans son château de Rosny, la duchesse de Berry réunit une des plus exceptionnelles bibliothèques de son temps, tant par la rareté des éditions qui s'y trouvaient que par la grande qualité des reliures, le plus souvent dues au célèbre René Simier, magnifique ensemble de plus de 8 000 volumes qui sera dispersé en 1837 lors d'une vacation de plus d'un mois, ce qui fait que des livres reliés à ses armes ou avec sur les plats ses initiales « MC » entrelacées et couronnées, apparaissent au gré des ventes de grandes bibliothèques européennes.

### Théâtre
Passionnée de théâtre, elle obtint de Louis XVIII le parrainage du théâtre du Gymnase qui, à partir de 1825, prit le titre de « théâtre de Madame », Madame étant le nom traditionnellement donné à la première princesse du royaume après la dauphine, nom qu'elle avait réussi à imposer[réf. nécessaire] avant la mort de Louis XVIII en 1824, en tant que mère du futur héritier du trône de France. De multiples pièces et vaudevilles, le plus souvent œuvres de l'auteur dramatique Eugène Scribe, y furent représentées jusqu'en 1830, date du départ en exil de toute la famille royale.

### Photographie
Durant son séjour en Italie, la duchesse s'intéressa aux arts, notamment à la photographie. Elle fut en relation avec les photographes primitifs installés à Rome, qui constituaient le cercle de l'Antico Caffè Greco.
Sa collection de photographies contient des tirages de Frédéric Flachéron, Giacomo Caneva, Pompeo Bondini, Eugène Constant, James Anderson, Stefano Lecchi, Vittorio della Rovere, Firmin Eugène Le Dien, Eugène Disdéri, Joseph Vigier, comte de Vernay, Pascual Perez, Pierre Émile Pécarrère, Antonio Perini, Domenico Bresolin, Félix Teynard.
Elle a fait l'objet d'un catalogue intitulé Promenade méditerranéenne. Collection photographique de la duchesse de Berry. Les années 1850 (Céros éditeur).

### Jardins
Comme l'impératrice Joséphine, la duchesse, très férue de botanique, remodela complètement le parc du château de Rosny dans le goût « paysagiste anglais » très en vogue à l'époque. Elle le fit planter de milliers d'essences d'arbres, d'arbustes et de fleurs, le peupla de cerfs et de daims et y acclimata des biches naines venues d'Asie centrale ainsi que des kangourous qui vivaient dans des enclos dessinés dans l'esprit des fermes du pays de Caux.
Voulant rappeler le souvenir de la reine Marie-Antoinette, sa grand-tante, elle fit aménager dans le parc une « rivière anglaise » avec cascade artificielle dans l'esprit de celle que la souveraine avait créée au Petit Trianon de Versailles. Enfin, pour satisfaire sa passion pour les fleurs exotiques, elle créa une vaste serre chaude.
Une exposition intitulée « Entre Cour et jardin, Marie-Caroline, Duchesse de Berry » s'est tenue d'avril à juillet 2007 au musée de l'Île-de-France, au château de Sceaux ; cette vaste rétrospective historique traitant des séjours officiels de la princesse, du palais des Tuileries au château de Rosny, regroupait près de 300 objets (meubles, tableaux, tapisseries, livres, orfèvrerie, bijoux, souvenirs historiques) provenant de plus de 80 musées, institutions patrimoniales et collectionneurs privés, dont la moitié étaient exposés pour la première fois.

### Souvenirs princiers à l'encan
Le 18 novembre 2009, une boîte en or du maître-orfèvre parisien Morel, ornée d'une miniature de Jean-Baptiste-Joseph Duchesne (1770–1856) représentant la duchesse de Berry, offerte par elle le 18 juillet 1828 au vicomte André-Guy-Victor du Hamel, maire de Bordeaux, en remerciement de l'accueil royal de la ville lors de sa « mission » de propagande politique précitée, qui avait été depuis conservée par les descendants sans avoir été exposée, a été vendue aux enchères à Bordeaux à un collectionneur de souvenirs historiques pour la somme de 35 980 euros, au double des estimations.
La vente aux enchères publiques « Noblesse Oblige » organisée par la maison Sotheby's à Londres le 14 avril 2011 dispersa un album amicorum composé de 96 œuvres sur papier 70 objets et souvenirs historiques lui ayant appartenu, parmi lesquels :
- son meuble d'aquarelliste orné d'une plaque en bronze doré sertie des miniatures de la duchesse et de ses deux enfants ;
- une plaque commémorative de son mariage en porcelaine de Sèvres (1816) ;
- le vaisseau en argent sur son socle en bois clair offert par la ville de Bordeaux à la naissance de son fils (1820) ;
- trois bustes en biscuit de Sèvres d'elle et de ses enfants ;
- son dernier service à café en porcelaine de Vienne ;
- des sièges en acajou provenant du château de Rosny.

Le 25 mars 2013, c'est un bureau à cylindre entièrement incrusté de fleurs de lys et portant un médaillon marqueté à son chiffre, et une paire de vases en porcelaine ornés de médaillons en « biscuit » aux profils du duc et de la duchesse (Paris, Denuelle, vers 1823), offerts par elle à son amie la comtesse Leray de Chaumont et demeurés depuis dans sa descendance, qui furent vendus par Me Fraysse et Jabot, commissaires-priseurs, à l'hôtel des ventes de Tours.
Le 30 mars 2021 à Paris, un album amicorum composé de 96 œuvres sur papier dont un Oriental en pied, aquarelle de Eugène Delacroix et des œuvres de Félix Marie Ferdinand Storelli, Louis Lafitte, Hippolyte Bellangé ou encore Victor-Jean Nicolle, réunies par Adèle de Maillé La Tour Landry (1787–1850), comtesse d'Hautefort, dame de compagnie de la duchesse de 1816 à 1833, fut vendu aux enchères par l'OVV Audap et associés.
Le 15 décembre 2023, Sotheby's disperse à Paris une importante collection de souvenirs de la duchesse de Berry.

### Peintures
Quelques peintures réalisées par la duchesse de Berry :

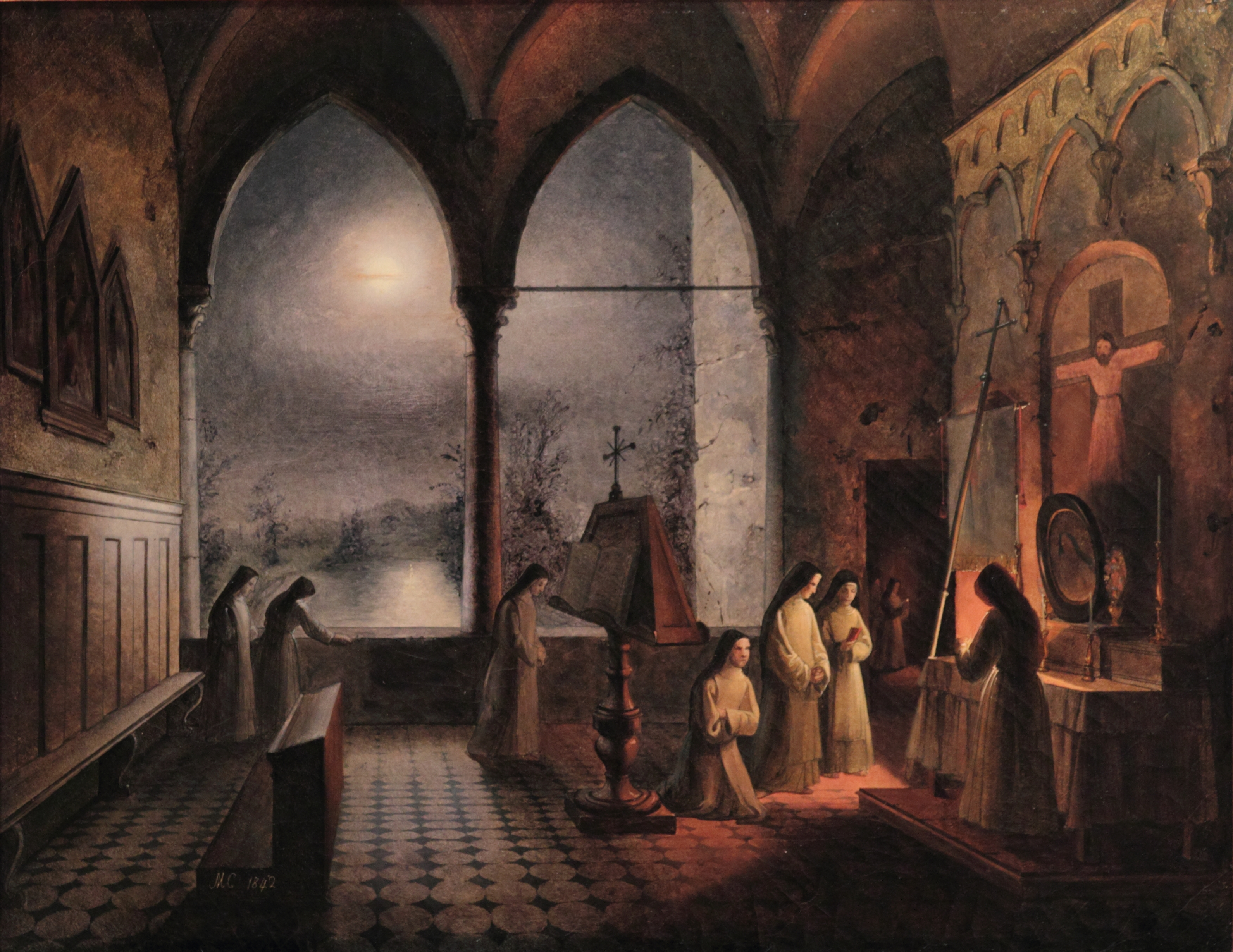
Messe du soir dans un couvent.
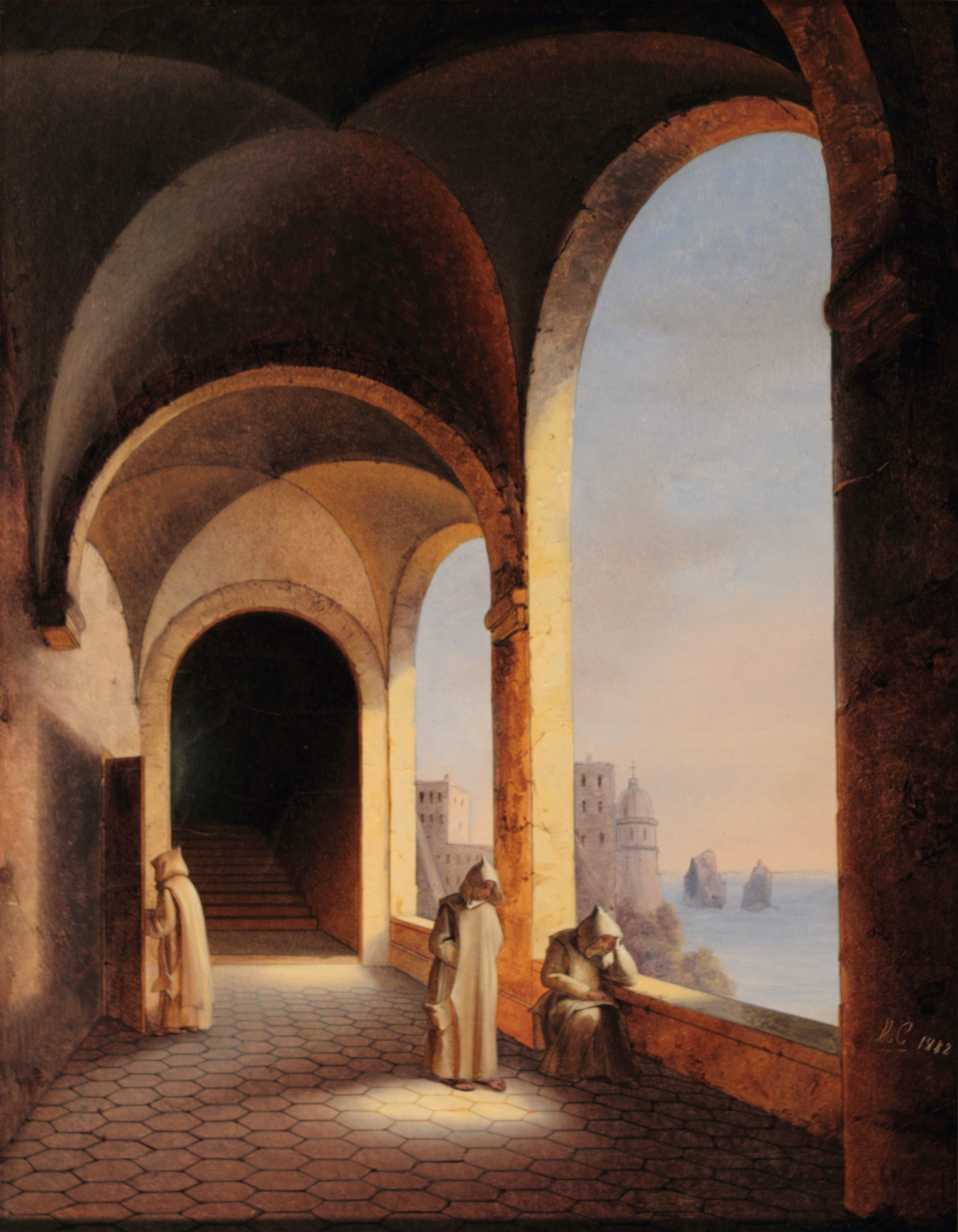
Frères dans la Chartreuse de San Giacomo à Capri.
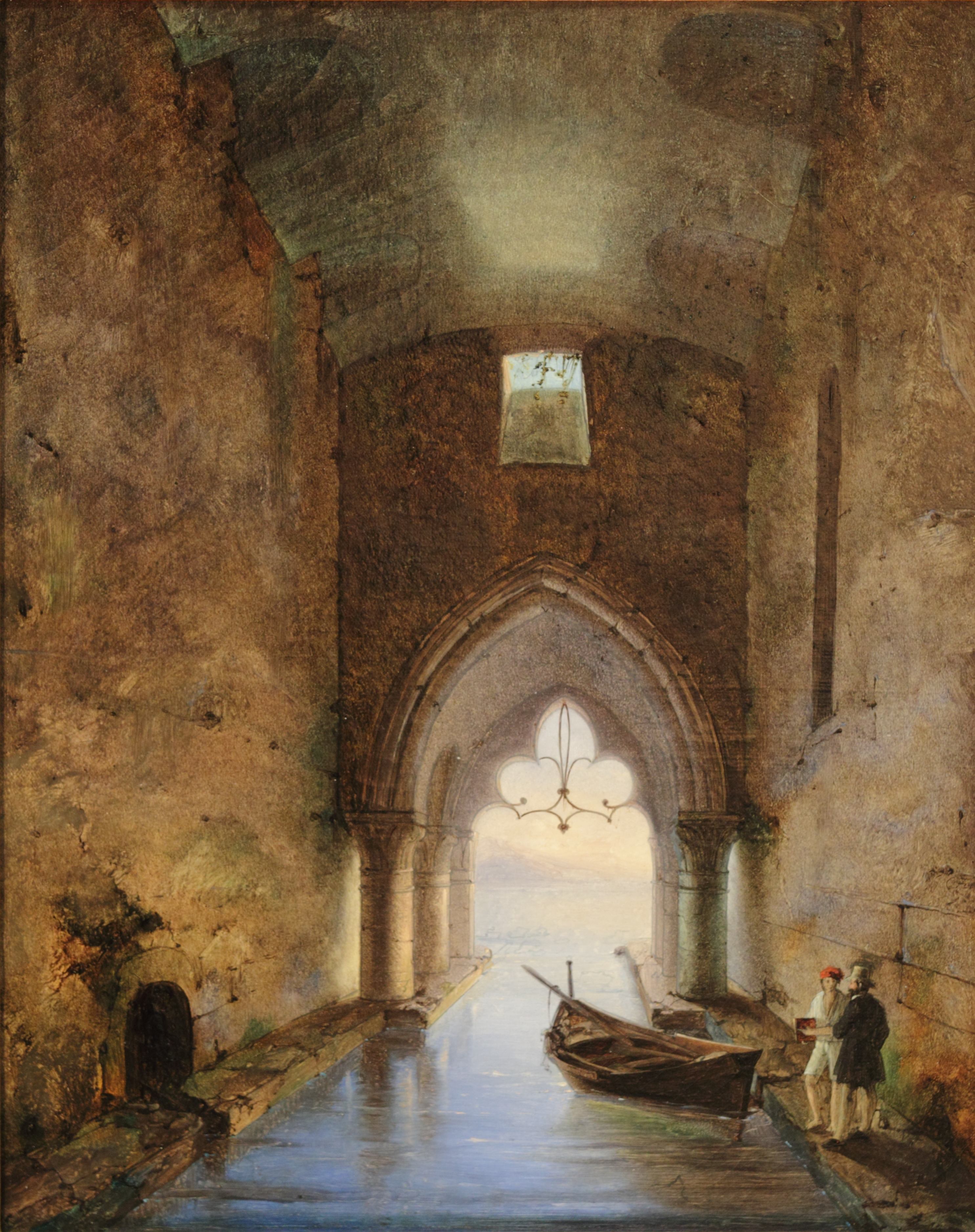
Intérieur du palais Vendramin sur la lagune de Venise.

## Dans la fiction

### Télévision
En 1961, l'équipe de La caméra explore le temps consacre un épisode à l'aventure de la duchesse de Berry retraçant les tentatives avortées de soulèvement de la Provence et de la Vendée en 1832 et son arrestation à Nantes, puis la naissance de sa fille Rosalie en 1833 à la forteresse de Blaye. Elle est interprétée par Françoise Christophe. En 1971, Jacques Trébouta tourne sur le même sujet le téléfilm La Duchesse de Berry, avec Martine Sarcey dans le rôle de la duchesse.
L'émission Secrets d'Histoire sur France 3 du 28 septembre 2020, intitulée La Duchesse de Berry, une rebelle chez les Bourbons !, lui est consacrée.

### Littérature
Dans ses Mémoires d'outre-tombe, Chateaubriand relate ses relations avec la duchesse en exil. L'écrivain alors dans l'opposition légitimiste à la monarchie de Louis-Philippe Ier expose notamment dans sa Lettre à madame la duchesse de Berry son analyse de la situation politique en France après 1830 et des conditions d'une restauration légitimiste. La duchesse est l'une des protagonistes du roman d'Alexandre Dumas Les Louves de Machecoul. Le roman de Jean de La Varende Man d'Arc (1950) met en scène la tentative de soulèvement vendéen, où figure la duchesse et ses partisans. Le livre de Jean Raspail Le Roi au-delà de la mer (2000) évoque largement l'équipée de 1832 et le courage de la duchesse.
Le roman Le Bureau des affaires occultes - Le chant maléfique, d'Éric Fouassier, paru en 2024, place l'intrigue en pleine tentative de révolution légitimiste, lors de laquelle Marie-Caroline de Bourbon-Siciles apparaît comme l'un des personnages principaux du récit.

## Titulature et décorations

### Titulature
- 5 novembre 1798 – 17 juin 1816 : Son Altesse Royale princesse Marie-Caroline de Naples et de Sicile.
- 17 juin 1816 – 2 août 1830 : Son Altesse Royale Madame, duchesse de Berry.
- 2 août 1830 – 14 décembre 1831 : Son Altesse Royale la duchesse de Berry, marquise de Rosny
- 14 décembre 1831 – 1856 : Son Altesse Royale la comtesse Hector Lucchesi-Palli.
- 1856 – 17 avril 1870 : Son Altesse Royale la duchesse de la Grazia.

### Décorations dynastiques
- Dame de l'ordre de la Croix étoilée ( Empire d'Autriche)
- Dame de première classe de l'ordre de Sainte-Élisabeth ( Royaume de Bavière)
- Dame de l'ordre de la Reine Marie-Louise - 5 février 1802 ( Royaume d'Espagne)
- Dame grand-croix de justice de l’ordre sacré et militaire constantinien de Saint-Georges ( Royaume des Deux-Siciles)[37].